# Seelow
Seelow település Németországban, azon belül Brandenburgban. Lakosainak száma 5670 fő (2023. december 31.).

## Népesség
A település népességének változása:
| Lakosok száma | 5540 | 5415 | 5426 | 5394 | 5363 | 5628 | 5670 |
|               | 2010 | 2017 | 2018 | 2020 | 2021 | 2022 | 2023 |